# Agnasjön (Sillhövda socken, Blekinge)
Agnasjön är en sjö i Karlskrona kommun och Ronneby kommun i Blekinge och ingår i Nättrabyåns huvudavrinningsområde. Sjön är 3,5 meter djup, har en yta på 0,285 kvadratkilometer och är belägen 106 meter över havet.

## Delavrinningsområde
Agnasjön ingår i det delavrinningsområde (625891-148115) som SMHI kallar för Inloppet i Nätterhövden. Medelhöjden är 110 meter över havet och ytan är 5,81 kvadratkilometer. Räknas de 4 avrinningsområdena uppströms in blir den ackumulerade arean 37,61 kvadratkilometer. Vattendraget som avvattnar avrinningsområdet har biflödesordning 2, vilket innebär att vattnet flödar genom totalt 2 vattendrag innan det når havet efter 43 kilometer. Avrinningsområdet består mestadels av skog (62 procent) och öppen mark (19 procent). Avrinningsområdet har 0,57 kvadratkilometer vattenytor vilket ger det en sjöprocent på 9,7 procent.